# Magdalena Różczka

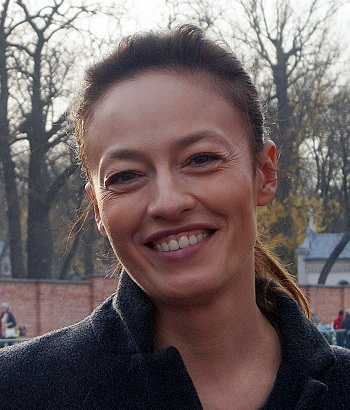
Magdalena Różczka im Jahr 2018

Magdalena Różczka (* 27. Juli 1978 in Nowa Sól, Polen) ist eine polnische Schauspielerin.

## Leben
Magdalena Różczka wurde 1978 im westpolnischen Nowa Sól geboren, wo sie später in einem Amateurtheater spielte. Sie studierte zunächst ein Semester Informatik und dann vier Semester Soziologie an der Universität Zielona Góra, sie jobbte in einer Drogerie und als Gerichtsprotokollantin. Ihre Schauspielausbildung absolvierte Różczka an der Aleksander-Zelwerowicz-Theaterakademie Warschau und machte dort 2004 ihren Abschluss.
Anfang der 2000er Jahre begann Różczka in Film und Fernsehen aufzutreten, so unter anderem 2003 in dem Film Pornografia. Ihre Popularität nahm im Jahr 2008 zu, als sie in den beiden Komödien Rozmowy noca und Lejdis besetzt wurde. Für ihre Rolle in dem Film 25 Jahre Unschuld (im Original 25 lat niewinności. Sprawa Tomka Komendy) wurde sie beim Polnischen Filmpreis als Beste Nebendarstellerin nominiert. Ihr Schaffen umfasst mehr als 50 Produktionen für Film und Fernsehen.
Magdalena Różczka ist seit 2010 UNICEF-Botschafterin für Polen.

## Filmografie
- 2003: Pornografia
- 2009–2013: Czas honoru
- 2020: 25 Jahre Unschuld (25 lat niewinnosci. Sprawa Tomka Komendy)
- 2021: Im Sumpf (Rojst)